# قسم الطب في جامعة بامبلونا
قسم الطب في جامعة بامبلونا، هو أحد أجزاء كلية الصحة في جامعة بامبلونا بمدينة بامبلونا في كولومبيا. كما يشير اسمه، فهو مسؤول عن البرنامج الأكاديمي. حصل هذا البرنامج على "التسجيل المؤهل" من قبل وزارة التربية والتعليم لمدة 7 سنوات بموجب المرسوم رقم 5882 (الصادر بتاريخ 13 ديسمبر 2005). يضم هذا القسم 329 طالبا.
يجري حاليًا بناء برج خاص بهذا القسم بجانب مبنى بادري إنريكي روشيرو في الحرم الجامعي الرئيسي للجامعة.
ربط عملها في البداية بمستشفى إراسمو ميوز، ولكنها تستخدم حاليًا عيادة الضمان الاجتماعي التي استحوذت عليها الجامعة مؤخرًا. المدير الحالي للقسم هو الدكتور موريشيوس سارازولا سانجوان، والذي يشغل بدور عميد كلية الصحة.

## المقررات الدراسية
ينقسم المنهج الدراسي لبرنامج الطب إلى 12 فصل دراسي. تؤخذ الفترات الأولى والثانية في بلدية بامبلونا، في حين جرى تنفيذ الفترات الأكاديمية العشر المتبقية في عيادة جامعة نورتي دي سانتاندير ومركز الدراسات فيلا ديل روزاريو، حيث توجد فصول دراسية ومواقع ملحقة بالممارسات.
من إجمالي عدد المواد، هناك ثلاث مواد عبر الإنترنت، أي أنه لتأخذها يجب عليك الذهاب إلى المكتبات الافتراضية في حرم الجامعة وتبدأ بعد أسبوع من بدء العمل الأكاديمي في المؤسسة. هذه المواضيع هي: كرسي فاريا، التربية المدنية والدستور، ومهارات الاتصال.

## القبول
يجب على أولئك الذين يرغبون في الدراسة في قسم الطب بجامعة بامبلونا الخضوع لعملية اختيار. نفِّذت العملية في كل فترة دراسية، أي في كل فصل دراسي. وفي نهاية ومنتصف العام يجب على المتقدمين الدخول إلى الموقع والانتقال إلى قسم "القبول والتسجيل".

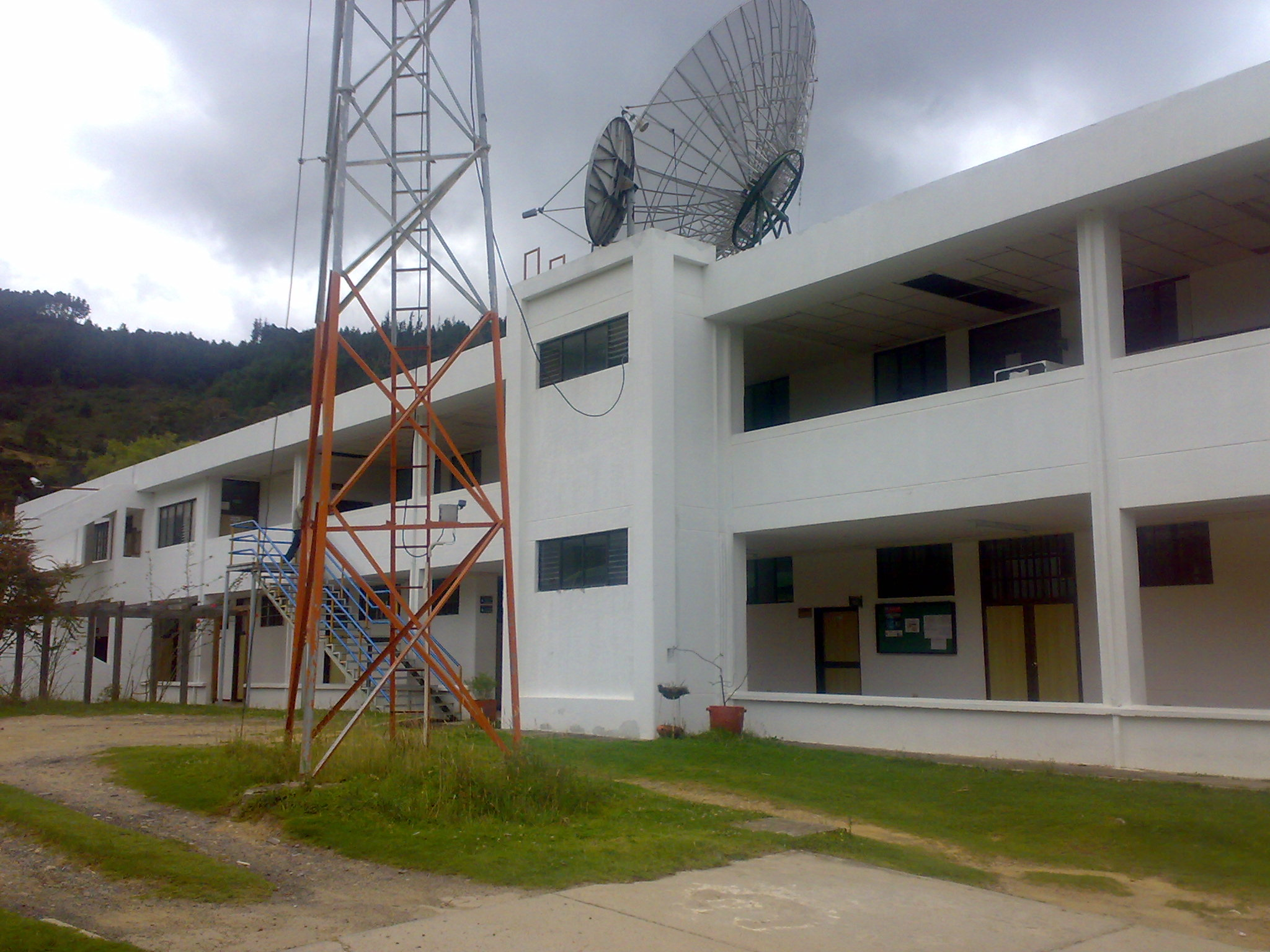
بلوك إنريكي روشيرو

جرى إدراج خيارات مختلفة هناك: الدخول لأول مرة، والتزامن الأكاديمي، وتغيير البرنامج، ونقل المقر الرئيسي، من بين أمور أخرى. أيًا كان الخيار الذي يجري اختياره، للالتحاق ببرنامج الطب، يتعين عليك إجراء اختبارات سيبر للصف 11، تجري عملية التسجيل عبر الإنترنت في موقعي الجامعة وجهاً لوجه: في بامبلونا ("المدينة الجامعية") أو في كوكوتا ("المدينة الجامعية على الحدود").
في عملية نهاية العام، يتقدم ما يقرب من 1500 شخص، بينما في المرحلة الأخرى (منتصف العام) يتقدم ما يزيد قليلاً عن 500 شخص. ويبلغ متوسط عدد الأشخاص المقبولين في كل عملية 60. تُنشأ أيضًا قائمة انتظار تضم 15 شخصًا. بعد أن تُخطر من خلال الموقع الإلكتروني بالقبول، يجب مراجعة السجل المالي. للقيام بذلك، يجب على الطالب العودة إلى الصفحة الرئيسية للجامعة والانتقال إلى قسم "التسجيل المالي للطلاب الجدد (الرابط المعطل متوفر على أرشيف الإنترنت؛ راجع التاريخ والإصدار الأول والأحدث)." الموجود في العمود المركزي ويمكن التعرف عليه بسهولة باستخدام رمز شعار يتكون من علامة البيزو وقلم رصاص. يحدّد المبلغ الواجب دفعه وفقًا للحالة الاجتماعية والاقتصادية للطالب، وما إذا كان محل إقامته خاصًا به، من بين عوامل أخرى.
لاحقًا يجب إرسال المستندات التالية إلى مكتب القبول والتسجيل والرقابة الأكاديمية: طباعة تقرير التسوية، سداد رسوم التسجيل المالي والطوابع (صورة)، شهادة الثانوية العامة أو الشهادة الجامعية (صورة)، تسجيل المواليد المدني (صورة) )، السجل العسكري (نسخة)، فصيلة الدم وعامل الصحة الإنجابية، والشهادة الطبية. إذا كنت أجنبيًا، فيجب عليك أيضًا إرفاق نسخة من جواز سفرك.
بمجرد الانتهاء من هذه العملية، يجب على الطالب الجديد الذهاب إلى مكتب قسم الطب، والذي يقع في الطابق الثاني من مبنى فرانسيسكو دي باولا سانتاندر (بلوك ب) للمطالبة ببطاقته. يجب عليك أيضًا أن تكون على دراية بتواريخ الاستقراء. بشكل عام، في هذا القسم يجري التعريف في مسرح Jauregui.

## روابط خارجية
- جامعة بامبلونا
- قسم الطب - يونيبامبلونا (ويكي)